# Agelasina

Estructura química de agelasina A

Las agelasinas son 7,9-dialkylpurinium sales marinas aisladas de esponjas (especies de Agelas). Son considerados metabolitos secundarios. Su contribución a la esponja se supone que es algún tipo de protección frente a los microorganismos . En la actualidad, un total de once sales de 9 methyladeninium, agelasine A-I, epiagelasine agelin C y B, son conocidas. Todos los compuestos llevan una  cadena lateral de la adenina de siete posiciones. Los agelasines están estrechamente relacionados en estructura con las agelasiminas.
Los químicos han reproducido (-)-agelasina A, (-)-agelasina B, (-)-agelasine E, (-)-agelasina F, y (+)-D agelasina  por síntesis orgánica .
Las agelasinas están asociadas con actividades biológicas tales como antimicrobianas y efectos citotóxicos, así como las respuestas de contracción de los músculos lisos y la inhibición de Na / K-ATPasa (Bomba sodio-potasio). Además, de actividad in vitro contra Mycobacterium tuberculosis se informa de agelasina F.